# 劉光祖 (南宋)
劉光祖（1142年—1222年），字德修，簡州陽安（今四川簡陽）人。

## 生平
紹興十二年（1142年）出生，自小由外祖父賈暉抚养，以外祖父賈暉的恩荫补为官员。乾道五年（1169年）進士及第，廷對時發言：“陛下睿察太精，宸斷太嚴，求治太速，喜功太甚。”。除劍南東川節度推官。光宗即位，擢为殿中侍御史。不久出京為江西提刑，改夔州。绍熙五年（1194年），为起居舍人。慶元五年（1199年），劉光祖撰〈涪城學記〉，言及“世方以道為偽，而以學為棄物，夫好惡出於一時，是非定於萬世。”是年二月二十三日，右谏议大夫张釜劾光祖“佐逆不臣、蓄愤怀奸、欺世慢上”等五罪，落职為房州（今湖北房县）居住。起用为眉州知州。寧宗即位，除侍御史，升遷起居郎。官至顯謨閣直學士。宋寧宗嘉定十五年（1222年）卒，年八十一歲。有《鹤林词》一卷。